# Чехи в Польщі
За даними перепису 2002 року в Польщі мешкало 386 чехів. 
Більшість з них живуть у районі міста Зелюв (Лодзьке воєводство, 81 особа), південно-західній частині  Клодзького повіту (Нижньосілезьке воєводство, 47 осіб) та польської частини Тешинської Сілезії (61 чоловік). Також чехи живуть в Варшаві. 
До Другої світової війни у Польщі мешкала велика кількість чехів, особливо в районі Зелюва і Волинському воєводстві (1,5% населення воєводства). Після війни чехи були вигнані з Волині радянською владою, і вони іммігрували в Чехословаччину. 

## Відомі польські чехи
- Густав Холоубек
- Ян Амос Коменський
- Кароль Шайноха
- Людвік Свобода
- Леопольд Стафф
- Ян Матейко